# Launy Grøndahl
Pour les articles homonymes, voir Grøndahl.
Launy Grøndahl (né le 30 juin 1886 en Ordrup près de Copenhague - mort le 21 janvier 1960 à Copenhague) est un compositeur et un chef d'orchestre danois. 
Grøndahl a étudié le violon dès l'âge de huit ans avec Anton Bloch et Axel Gade, la théorie avec Ludolf Nielsen. Il va ensuite se perfectionner à Paris, en Italie et à Vienne. Il a commencé à travailler comme violoniste à l'Orchestre du Casino de Copenhague à l'âge trente ans.
Il a été le chef d'orchestre titulaire de Orchestre symphonique national du Danemark, le plus prestigieux orchestre du Danemark dont il a dirigé le premier concert le 28 octobre 1925.
Launy Grøndahl a été un pionnier pour les enregistrements des symphonies du compositeur danois Carl Nielsen.

## Œuvres principales
Launy Grøndahl a écrit :
- Symphonie (1919),
- Concerto pour violon (1917),
- Concerto pour basson (1943)
- Concerto pour trombone (1924). C'est son œuvre la plus connue, écrite durant un séjour en Italie.
- 2 Quatuors à cordes (1913 et 1922)
- Sonate pour violon et piano (1918)
- des compositions pour de petits ensembles de cordes

Launy Grøndahl a composé la musique pour le film classique muet de Benjamin Christensen La Sorcellerie à travers les âges (Häxan).